# Im Dong-hyun
Im Dong-Hyun (12 de maio de 1985, Chungju, Coreia do Sul) é um arqueiro sul-coreano. Já chegou a ser ranqueado como número 1 do mundo.
Possui várias medalhas, a maioria de ouro, em Campeonatos Mundiais, Copa do Mundo e Campeonatos Asiáticos de Tiro com Arco.

## Olimpíadas
Bicampeão olímpico por equipes, representando a Coreia do Sul nos Jogos Olímpicos de Verão de 2004, em Atenas e 2008, em Pequim, além de uma medalha de bronze nos Jogos Olímpicos de Verão de 2012, em Londres. Apesar das ótimas classificações em equipe, no individual, apesar de também ter ido muito bem, não conseguiu obter nenhuma medalha, sexto lugar em 2004 e nono lugar tanto em 2008 quanto em 2012.